# リンドン・B・ジョンソン (ミサイル駆逐艦)
USS リンドン・B・ジョンソン (DDG-1002、USS Lyndon B.Johnson) は、アメリカ海軍のズムウォルト級ミサイル駆逐艦の3番艦である。2011年9月15日にメイン州バスのバス鉄工所との間で建造契約が締結された。この契約は2番艦のマイケル・モンスーアと合わせて総額18億26百万ドルに上るものであった。レイ・メイバス海軍長官は2012年4月16日に本艦を第36代アメリカ合衆国大統領リンドン・ジョンソンにちなみ、リンドン・B・ジョンソンと命名すると発表した。ジョンソンは第二次世界大戦に海軍少佐として従軍して銀星章を受章し、最終階級は海軍予備役中佐であった。本艦は合衆国大統領の名を持つ艦としては34隻目の艦である。

## 概要
リンドン・B・ジョンソンはズムウォルト級ミサイル駆逐艦である。ズムウォルト級は当初32隻の大量建造が予定されていたが、高コストなどのため最終的には3隻のみの建造に留められた。対地攻撃および沿海域戦闘に主眼を置いた多用途艦として設計され、装甲艦を彷彿させるタンブルホーム船型を採用している。2013年1月に海軍はデッキハウス (艦橋にあたる上部構造) について他の艦の複合材製に代えて鋼製としたオプションの公募入札を実施した。これは複合材構造物のコスト超過に対応するための変更であったが、本級では重量制限が厳しいため他の部分での重量削減が必要になった。
2015年2月には海軍がリンドン・B・ジョンソンにレールガンを搭載する技術検討を始めたことを発表した。ズムウォルト級は従来の巡洋艦や駆逐艦を大きく超える80MWの電源容量があり、レールガンのような新技術の採用に適していると判断されたのである。リンドン・B・ジョンソンは同級の最終艦であるため搭載が具体化したが、前2艦は試験スケジュールの関係で具体化する可能性は低い。レールガンは2門の先進砲システムのうち1門を置き換えるものとみられている。2016年3月時点ではレールガンを竣工時装備とするには建造が進みすぎている状態であるが、後日換装される可能性はある。
2015年9月には、米国防総省高官がリンドン・B・ジョンソンを完成させる前に資金拠出を取りやめることを検討していることが報じられた。国防予算削減のための措置と考えられたが、建造中止は不可能な段階まで進んでおり、実際に建造中止しても中止費用と違約金の支払いのためにかえってコストがかさむ可能性があった。2015年12月には、国防総省は建造続行を決断した。
本艦の先進砲システムは長射程対地攻撃弾 (LRLAP) の使用しか想定していないが、LRLAPの調達は2016年にキャンセルされ、海軍はその代替案を持ち合わせていない状況であった。このため、砲は現状利用できず、艦砲射撃による対地支援もできない。これを受けて海軍はズムウォルト級の位置付けを水上戦闘艦に改めざるを得なくなった。
リンドン・B・ジョンソンの起工式は2017年1月30日に挙行されたが、その時点で艦全体の半分以上の建造が終わっていた。

## 艦歴
2018年12月9日、バス鉄工所にて進水した。